# Koolhoven F.K.52
Koolhoven F.K.52 byl nizozemský dvoumístný dvouplošník, navržený koncem 30. let 20. století u společnosti Koolhoven k plnění rolí průzkumného a stíhacího letounu. Bylo vyrobeno jen šest kusů, ale mimo země původu se typ dočkal služby i v leteckých silách Finska.

## Vznik a vývoj
Prototyp poprvé vzlétl 9. února 1937, ale již 11. srpna téhož roku byl ztracen při nehodě. Ačkoliv na poměry letectví v roce 1938 byla konstrukce již poněkud zastaralá, firma Koolhoven zahájila výrobu menší série a letectvo Nizozemska v roce 1939 objednalo 36 kusů, z nichž se ale do doby vpádu Wehrmachtu do země podařilo dokončit jen pět.
První letoun byl vybaven hvězdicovým motorem Bristol Mercury VI-S o výkonu 645 k. Konstrukce byla smíšená, podvozek byl ostruhového typu se samonosnými podvozkovými nohami. Kabina letadla byla dvoumístná určená pro pilota a pozorovatele a byla plně krytá. Výzbroj tvořily dva pevné kulomety ráže 7,7 mm v horním křídle a jeden pohyblivý kulomet pozorovatele L-33/34 ráže 7,62 mm. Dále letoun mohl nést až 150 kg pum. V březnu byla letounu přidělena civilní poznávací značka PH-AMZ. 
Druhý letoun, s označením PH-ASW, vzlétl 5. května 1938. Byl osazen výkonnějším motorem Bristol Mercury VIII o výkonu 730 k a prošel úpravou ocasních ploch. 3. června 1938 pak vzlétl třetí stroj s označením PH-ASX. 
Na podzim roku 1938 byl dokončen letoun s označením PH-ASY a v březnu 1939 pak letouny PH-ASZ a PH-ATA. Tyto letouny byly vybaveny americkými hvězdicovými motory Wright Cyclone GR-1820 G-3 o výkonu 850 k. Tyto tři stroje nebyly nikdy prodány a zůstali v továrně uloženy v bednách. Dne 5. května 1940 byly zničeny při náletu německým letectvem.  

## Historie nasazení
V době Zimní války byly letouny PH-ASW a PH-ASX zakoupeny švédským hrabětem Carlem Gustavem von Rosen, který je daroval Finskému letectvu. Do Finska přelétly 18. ledna 1940, a byla jim přidělena trupová čísla KO-129 a KO-130. V březnu 1940 bombardovaly a ostřelovaly sovětská vojska útočící na Virolahti. Do konce války oba kusy uskutečnily okolo 15 bojových letů, a byly zasaženy palbou nepřítele.   
V roce 1941 byly oba kusy přiděleny peruti LeLv 6 v oblasti Hanko. V průběhu Pokračovací války byly oba stroje ztraceny. 
KO-130 zbloudil během shozu letáků na Hanko 16. srpna 1941, a byl donucen k pokusu o přistání 80 km jižně od Tallinnu v Estonsku. Při nouzovém přistání zahynuli oba členové osádky. Letoun byl spálen estonskými partyzány, kteří také v obci Velise pohřbili ostatky finských letců.
Letoun KO-129 pokračoval v průzkumných letech avšak při zimním provozu s lyžemi, které byly převzaty od Fokkerů C.X, došlo na letišti Hirvas k menšímu poškození. V létě 1942 byl letoun přidělen ke školní jednotce ve městě Kauhava, kde také v únoru 1943, severně od vesnice Pernaa, opět havaroval kvůli lyžím a byl zcela zničen. Pilot, který vyskočil s padákem, nehodu přežil.
Ve Finsku si typ získal přezdívku Kolho (nemotora).

## Uživatelé
- Finsko
  - Finské letectvo
- Nizozemsko
  - Nizozemská letecká brigáda

## Specifikace

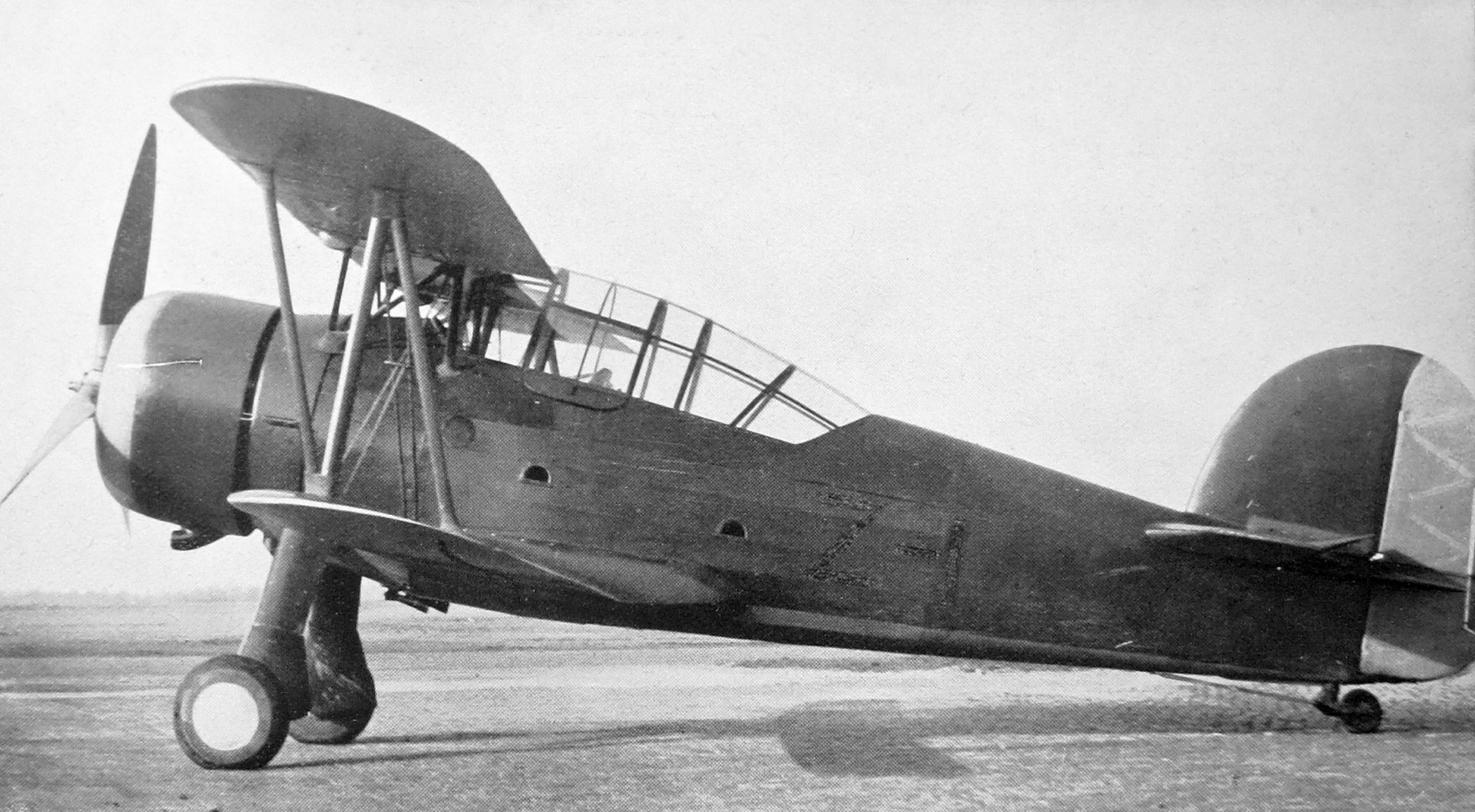
Koolhoven F.K. 52

Údaje platí pro verzi užívanou Finskem

### Technické údaje
- Osádka: 2 (pilot a pozorovatel/střelec)
- Rozpětí křídel: 9,80 m
- Délka: 8,25 m
- Výška: 3,30 m
- Nosná plocha: 28,40 m²
- Prázdná hmotnost: 1 650 kg
- Vzletová hmotnost: 2 500 kg
- Pohonná jednotka: 1 × vzduchem chlazený hvězdicový motor Bristol Mercury VIII
- Výkon pohonné jednotky: 625 kW (840 hp)

### Výkony
- Maximální rychlost: 380 km/h
- Cestovní rychlost: 308 km/h
- Stoupavost u země: 10 m/s
- Dolet: 1 130 km
- Dostup: 9 800 m

### Výzbroj
- 2 × kulomet ráže 7,7 mm ve křídle
- 1 × pohyblivý kulomet L-33/34 ráže 7,62 mm
- 150 kg pum